# عصبون متعدد الأقطاب
العصبونات المتعددة الأقطاب هي نوع من العصبونات يكون لديها محور عصبي واحد وعدد من الزوائد الشجرية (بروزات من جسم العصبون)، مما يسمح بدمج أكبر قدر من المعلومات الواردة من العصبونات الأخرى. تشكل العصبونات المتعددة الأقطاب غالبية العصبونات الموجودة في الجهاز العصبي المركزي، وتشمل معظم العصبونات الحركية والعصبونات البينية في القشرة المخية للدماغ والحبل الشوكي وأيضًا في العقد المستقلية.

## صور إضافية
- الأنسجة العصبية

## روابط خارجية
- رسم بياني
- رسم بياني
- صورة نسخة محفوظة 3 مارس 2016 على موقع واي باك مشين.